# Керстен, Дагмар
Да́гмар Ке́рстен (нем. Dagmar Kersten; род. 28 октября 1970, Альтдёберн, ГДР) — восточногерманская гимнастка, бронзовая призёрка Олимпийских игр  в командном первенстве и бронзовая на брусьях (1988). Четырёхкратная призёрка Чемпионата мира (1985). Бронзовый призёр Чемпионата Европы в опорном прыжке (1985). Трёхкратная абсолютная чемпионка ГДР (1985, 1987, 1988). Награждена двумя орденами «За заслуги перед Отечеством» 2-й степени (в 1986 и после Олимпийских игр в 1988 г.)